# Rubén Farfán
Rubén Ignacio Farfán Arancibia (Valparaíso, 25 settembre 1991) è un calciatore cileno, attaccante dell'Unión Española.

## Caratteristiche tecniche
È un'ala destra.